# Козьял
Козья́л (рос. Козьял) — селище у складі Шалинського міського округу Свердловської області.
Населення — 79 осіб (2010, 136 2002).
Національний склад станом на 2002 рік: росіяни — 85 %.